# Подгужин (Нижньосілезьке воєводство)
Подгужин (пол. Podgórzyn, нім. Giersdorf) — село в Польщі, у гміні Подгужин Карконоського повіту Нижньосілезького воєводства.
Населення — 1789 осіб (2011).
У 1975-1998 роках село належало до Єленьогурського воєводства.

## Демографія
Демографічна структура станом на 31 березня 2011 року:
|          | Загалом | Допрацездатний вік | Працездатний вік | Постпрацездатний вік |
| -------- | ------- | ------------------ | ---------------- | -------------------- |
| Чоловіки | 884     | 177                | 628              | 79                   |
| Жінки    | 905     | 160                | 555              | 190                  |
| Разом    | 1789    | 337                | 1183             | 269                  |